# 城巴E22A線
城巴E22A線是香港北大嶼山的對外路線，來往將軍澳（康盛花園）與航天城之間，每日清晨至午夜提供服務，途經翠林、寶琳、坑口、將軍澳市中心、調景嶺、尚德、觀塘（只限回程）、牛頭角（只限回程）、九龍灣（只限回程）、牛池灣（只限回程）、鑽石山、黃大仙、橫頭磡、大窩坪、東涌市中心、機場後勤區、國泰城及機場客運大樓，為E22線特別班次。本路線與其主線E22線為目前僅有兩條由城巴營運且全日服務的日間大嶼山北部對外路線。
本線另設兩條特別線E22C及E22S，前者來往調景嶺站及飛機維修區，每日各對開兩班，星期一至五各對開三班，但不設任何分段收費及轉乘優惠；後者祇於星期一至五繁忙時間來往東涌（滿東邨）及將軍澳（寶林），途經東涌北，但不經機場。

## 歷史
- 2000年10月22日：本線投入服務，當時來往將軍澳寶林及赤鱲角碼頭，成為西貢區首條來往機場及大嶼山的日間專利巴士路線，並且是繼893線後將軍澳第二條以新界區為對外總站的日間專利巴士路線，以及城巴首條以新界區為對外總站的大嶼山對外日間專利巴士路線，亦成為城巴首條來往新界東的日間專利非過海巴士路線，更是城巴以及北大嶼山對外首條兩邊總站均在新界區並須途經九龍區的日間專利巴士路線[1]。
- 2001年4月2日：提升至每天全日服務，成為城巴首條來往新界東的獨營全日專利巴士路線。
- 2001年6月26日：途經東港城及調景嶺。
- 2003年6月9日：途經將軍澳市中心。
- 2005年5月1日：配合赤鱲角碼頭永久關閉，總站遷往機場（地面運輸中心）。
- 2005年12月20日：總站由機場（地面運輸中心）延長至機場博覽館，以配合亞洲國際博覽館啟用。
- 2006年8月28日：輔助路線E22B投入服務，主要為E22A線未有服務的翠林邨、康盛花園、馬游塘、秀茂坪、四順及彩雲邨居民提供來往北大嶼山和機場的直達公共交通服務；其實，為了滿足將軍澳其他地方以至秀茂坪及四順的居民，2005-06年度西貢區及觀塘區路線發展計劃中，E22A線被建議改經以上地方，卻多次受到原有服務區域內的居民以行車時間增加為由反對，引起兩地居民角力。
- 2009年11月30日：本線往機場方向，改經調景嶺站公共運輸交匯處，不再駛經彩明街。同時E22S線投入服務。
- 2011年9月25日：配合將軍澳路線總站微調，總站由寶林延長至康盛花園，E22B線取消服務。[2][3]
- 2015年9月27日：配合機場路線重組，實施以下改動[4]：
  - E22A線來回程改經寶琳北路（介乎寶康路至寶豐路一段）及寶豐路，不再途經寶康路。
  - 開辦新線E22C，來往調景嶺站及飛機維修區，每天對開一班。
- 2017年2月27日：E22S線繞經迎東邨，並調整開出時間為07:13及07:28。
- 2017年8月7日：E22S線改經九龍灣商貿區，不再途經牛頭角下邨對開的一段觀塘道：[5][6]
  - 依原有路線駛至觀塘道近坪石邨後，改經偉業街、啟祥道、宏照道、海濱道及勵業街，然後返回觀塘道（近牛頭角站）。
  - 取消觀塘道「九龍灣站」、「牛頭角下邨」及「定富街」站，新增宏照道「臨華街」站及海濱道「海濱道公園」站。
  - 新增與E22及E22A線的八達通轉乘優惠，以方便乘客前往當日起不再途經的三個巴士站。
- 2017年11月3日：E22A線往機場方向的「一號及二號客運大樓」站由一號停車場外永久遷移至一號客運大樓外。
- 2017年12月15日：增設實時抵站時間查詢服務。[7]
- 2019年1月2日：E22C線來回增至兩班車，調景嶺站開出時間是06:18及06:25，飛機維修區開出時間是17:05及18:05。[8]
- 2019年12月2日：E22C線星期一至五往飛機維修區方向加開06:08一班，往調景嶺站方向加開20:05一班。[9]
- 2019年12月9日：E22S線早上班次改由滿東邨開出，並增加至三班車，並加開17:35一班回程班次。[10]
- 2020年10月2日：E22A及E22S線往將軍澳方向加停將軍澳隧道巴士轉乘站，並增設八達通轉乘優惠。[11]
- 2021年5月1日：E22A及E22S線往大嶼山方向加停將軍澳隧道巴士轉乘站，並增設八達通轉乘優惠。[12]
- 2021年8月14日：E22C線調景嶺頭班車改為06:00開出。
- 2023年6月18日，全程車費從$24加至$24.8（E22C則由$27.5加至$28.5）。
- 2023年11月26日：
  - E22A線機場總站遷往航天城交通總匯[13]。
  - E22S線來回方向繞經裕雅苑，並增設怡東路「裕雅苑」及「裕雅商場」站。[14]
  - E22A往機場方向及E22S線往東涌方向增設靈康路「靈實醫院」站[15]
- 2024年8月19日：E22S線往將軍澳之班次增至四班，開出時間為06:45、07:00、07:15及07:25。[16]

## 服務時間及班次
E22A
| 康盛花園開 | 康盛花園開  | 康盛花園開   | 航天城開 | 航天城開    | 航天城開     |
| 日期       | 服務時間    | 班次（分鐘） | 日期     | 服務時間    | 班次（分鐘） |
| ---------- | ----------- | ------------ | -------- | ----------- | ------------ |
| 每日       | 05:20-21:20 | 30           | 每日     | 07:00-07:50 | 25           |
|            |             |              | 每日     | 07:50-23:50 | 30           |

E22C
- 每日：
  - 調景嶺站開：06:00、06:18、06:25
  - 飛機維修區開：17:05、18:05、20:05

有藍字班次的班次逢星期六、日及公眾假期不設服務
E22S
- 星期一至五：
  - 東涌（滿東邨）開：06:45、07:00、07:15、07:25
  - 寶琳站開：17:35

逢星期六、日及公眾假期不設服務

## 收費
| 路線       | 全程收費 | 分段收費 |
| ---------- | -------- | --- |
| E22A／E22S | $24.8    | - 鑽石山站往航天城 (E22A)／滿東邨 (E22S)：$18.6 - 青嶼幹線巴士轉乘站往航天城 (E22A)／滿東邨 (E22S)：$8.3 - 過北大嶼山公路後往航天城：$4.2 （只適用於E22A線） - 過北大嶼山公路後往滿東邨：$3.7 （只適用於E22S線） - 畢架山花園往康盛花園 (E22A)／寶琳站 (E22S)：$7.8 - 黃大仙站往康盛花園 (E22A)／寶琳站 (E22S)：$6.2 - 過將軍澳隧道後往康盛花園 (E22A)／寶琳站 (E22S)：$4.7 |
| E22C       | $28.5    | - 不設分段收費 |

| - 本線設有12歲以下小童及65歲或以上長者半價優惠。 - 65歲或以上香港居民使用「樂悠咭」，以及12歲以下合資格殘疾兒童使用「殘疾人士身份」個人八達通繳付車資，均可享有每程$2.0或半價（以較低者為準）的票價優惠；12至64歲合資格殘疾人士使用「殘疾人士身份」個人八達通（包括「樂悠咭」），以及60至64歲香港居民使用「樂悠咭」繳付車資，均可享有每程$2.0或全費（以較低者為準）的票價優惠。 - 65歲或以上長者如使用長者或一般個人八達通繳付車資，則只可享有半價優惠；12至64歲合資格殘疾人士如不使用「殘疾人士身份」個人八達通，以及60至64歲人士如不使用「樂悠咭」繳付車資，必須繳付全費。 - 乘客可以現金或八達通於上車時付款，不設找續。 - 每位成人乘客可免費攜帶最多兩名4歲以下而不佔座位的兒童乘客乘車，超額之4歲以下小童必須繳付小童車費乘車。 - 九龍巴士、城巴及龍運巴士全職員工及家屬（不包括外判職員）可免費乘搭本路線，惟必須拍職員或職員家屬八達通。 - 乘客亦可使用AlipayHK「易乘碼」、支付寶、 WeChatHK／微信支付「搭車碼」、銀聯雲閃付「乘車碼」及BOC Pay「乘車碼」、具有感應式支付功能的VISA、Mastercard及銀聯卡，以及Apple Pay、Google Pay及Samsung Pay流動支付平台繳付車資。使用此支付方式的乘客可享有中途下車之分段收費，以及與其他城巴獨營路線或聯營線城巴班次之轉乘優惠，惟不適用於與非城巴路線之轉乘優惠。使用此支付方式的乘客亦不能享有「公共交通費用補貼計劃」及「長者及合資格殘疾人士公共交通票價優惠計劃」。 |

### 八達通巴士優惠
乘客登上本線後指定時間內以同一張八達通卡轉乘以下路線，或從以下路線登車後指定時間內以同一張八達通卡轉乘本線，次程可獲車資折扣優惠：
E22A←→E21A/E21B/E21D
- E22A往航天城 → E21A／E21B往逸東邨／E21D往機場，次程車資全免
- E21A／E21B往逸東邨／E21D往機場 → E22A往航天城，次程車資全免
- E21A／E21B往愛民邨／E21D往維港灣 → E22A往康盛花園，次程可獲$11.4折扣優惠
- 'E22A往康盛花園 → E21A／E21B往愛民邨／E21D往維港灣，次程車資全免

E22A←→A29
- E22A往航天城 → A26/A28/A29往機場，回贈首程車資
- E22A往康盛花園 → A26/A28/A29往油塘/將軍澳，回贈首程車資（祇適用於在航天城登上本線的乘客，在機場（地面運輸中心）轉乘A26/A29/A29P線）
- E22A往康盛花園 → A26/A28/A29往將軍澳，次程可獲$11.1折扣優惠（祇適用於在機場（地面運輸中心）後登上本線的乘客，在青嶼幹線巴士轉乘站轉乘A26/A28/A29線）

E22A/E22S → 城巴機場快線
在機場博覽館登上本線的乘客，在機場（地面運輸中心）轉乘以下路線，回贈首程車資：
- E22A往康盛花園 → A10往鴨脷洲
- E22A往康盛花園 → A11往北角
- E22A往康盛花園 → A12往小西灣
- E22A往康盛花園 → A17往深灣
- E22A往康盛花園 → A20/A21往紅磡站
- E22A往康盛花園 → A22往藍田站
- E22A往康盛花園 → A23往慈雲山
- E22A往康盛花園 → A25往啟德

在機場（地面運輸中心）後登上本線的乘客，在青嶼幹線巴士轉乘站轉乘以下路線：
- E22A/E22S往將軍澳 → A10往鴨脷洲，次程可獲$16.4折扣優惠
- E22A/E22S往將軍澳 → A11往北角，次程可獲$18.5折扣優惠
- E22A/E22S往將軍澳 → A12往小西灣，次程可獲$13.3折扣優惠
- E22A/E22S往將軍澳 → A17往深灣，次程可獲$13.3折扣優惠
- E22A/E22S往將軍澳 → A20/A21往紅磡站，次程可獲$17.5折扣優惠
- E22A/E22S往將軍澳 → A22往藍田站，次程可獲$11.3折扣優惠
- E22A/E22S往將軍澳 → A23往慈雲山，次程可獲$11.3折扣優惠
- E22A/E22S往將軍澳 → A25往啟德，次程可獲$11.3折扣優惠
- E22A/E22S往將軍澳 → A26往油塘，次程可獲$11.1折扣優惠
- E22A/E22S往將軍澳 → A28往日出康城，次程可獲$11.1折扣優惠
- E22A/E22S往將軍澳 → A29往將軍澳，次程可獲$11.1折扣優惠

E22A/E22S←→E11A/E11B
- E11A／E11B往天后 → E22A往康盛花園，次程補車資$3.1
- E22A往康盛花園 → E11B往天后，次程車資全免
- E11A往航天城 → E22S往滿東邨，次程補車資$3.1（祇適用於在西區海底隧道前登上本線的乘客）
- E11B往滿東邨 → E22A往航天城，次程車資全免
- E22A往航天城 → E11A往航天城／E11B往滿東邨，次程車資全免
- E22S往滿東邨 → E11A往航天城，次程車資全免（鑽石山站前登車）／補車資$6.2（於其他車站登車）

E22S←→E22/E22A
- E22S往將軍澳 → E22往藍田／E22A往康盛花園，次程車資全免
- E22往航天城 → E22S往滿東邨，次程補車資$6.2
- E22A往航天城 → E22S往滿東邨，次程車資全免（鑽石山站前登車）／補車資$6.2（於其他車站登車）
- E22S往滿東邨 → E22／E22A往航天城，次程車資全免（鑽石山站前登車）／補車資$6.2（於其他車站登車）

E22A/E22S←→E23/E23A
- E22A往康盛花園 → E23／E23A往慈雲山，次程車資全免（祇適用於在機場博覽館登上本線的乘客，在機場（地面運輸中心）轉乘E23線）
- E23A往慈雲山 → E22A往康盛花園，次程補車資$6.2（祇適用於在東涌北登上本線的乘客）
- E22A往航天城 → E23A往機場，次程車資全免
- E23／E23A往機場 → E22A往航天城，次程車資全免
- E23A往機場 → E22S往滿東邨，次程補車資$6（祇適用於在黃埔花園或之前登上本線的乘客）
- E22S往滿東邨 → E23A往機場，次程車資全免（鑽石山站前登車）／補車資$6（於其他車站登車）

E22A/E22S←→R8，次程可獲$1折扣優惠
- E22A/E22S → R8迪士尼樂園
- R8往青嶼幹線巴士轉乘站 → E22A

E22A←→S52，次程可獲$0.5折扣優惠
- E22A往機場 → S52往飛機維修區
- S52往逸東邨 → E22A往將軍澳

E22A往機場 → S52/S52P、龍運巴士E31、新大嶼山巴士38/38P或37往逸東邨，次程可獲$1折扣優惠

## 使用車輛
現時此路線主要使用行李架版亞歷山大丹尼士Enviro 500 MMC12米／12.8米（8507-8524／6501-6568，配備行李架）雙層巴士，派車共8輛。
而E22S線則由由城巴機場快線A29線抽調2輛亞歷山大丹尼士Enviro 500 MMC 12／12.8米客車版（68／80**）雙層巴士行走，車輛到達寶林後會改行該路線。

## 行車路線
E22A
康盛花園開經：林盛路、寶琳北路、寶豐路、欣景路、佳景路、寶琳北路、寶寧路、常寧路、重華路、培成路、銀澳路、昭信路、寶邑路、翠嶺路、景嶺路、調景嶺站公共運輸交匯處、景嶺路、唐明街、寶康路、靈康路、寶順路、將軍澳隧道公路、將軍澳隧道、將軍澳道、天橋、茶果嶺道、鯉魚門道、觀塘道、觀塘道下通道、觀塘道、觀塘道天橋、觀塘道、天橋、龍翔道、呈祥道、青葵公路、長青隧道、長青公路、青衣西北交匯處、青嶼幹線、北大嶼山公路、東涌東交匯處、裕東路、順東路、赤鱲角南路、駿運路、駿運路交匯處、航膳東路、駿運路交匯處、觀景路、東岸路、機場路、暢連路、暢達路、機場北交匯處、航天城路及航天城第二街。
航天城開經：航天城第三街、航天城東路、航天城交匯處、暢連路、機場南交匯處、暢連路、機場（地面運輸中心）巴士總站、暢連路、機場南交匯處、機場路、東岸路、觀景路、駿明路、觀景路、駿運路交匯處、航膳東路、駿運路交匯處、駿運路、駿坪路、赤鱲角南路、順東路、達東路、順東路、裕東路、東涌東交匯處、北大嶼山公路、青嶼幹線、青衣西北交匯處、長青公路、長青隧道、青葵公路、呈祥道、龍翔道、大磡道、龍翔道、天橋、觀塘道、觀塘道下通道、觀塘道、鯉魚門道、將軍澳道、將軍澳隧道、將軍澳隧道公路、環保大道、寶邑路、寶康路、唐明街、景嶺路、翠嶺路、寶邑路、昭信路、銀澳路、培成路、常寧路、寶寧路、寶琳北路、佳景路、欣景路、寶豐路、寶琳北路及林盛路。
E22C
調景嶺站開經：景嶺路、唐明街、唐俊街、寶邑路、昭信路、銀澳路、培成路、常寧路、寶寧路、寶琳北路、佳景路、欣景路、寶豐路、寶康路、將軍澳隧道公路、將軍澳隧道、將軍澳道、天橋、茶果嶺道、鯉魚門道、觀塘道、觀塘道下通道、觀塘道、觀塘道天橋、觀塘道、天橋、龍翔道、呈祥道、青葵公路、長青隧道、長青公路、青衣西北交匯處、青嶼幹線、北大嶼山公路、機場路、駿運路交匯處、觀景路（南行）、迴旋處、觀景路（北行）、駿運路交匯處、駿運路、駿坪路及南環路。
飛機維修區開經：南環路、駿坪路、駿運路、駿運路交匯處、觀景路（南行）、迴旋處、觀景路（北行）、駿明路、觀景路、駿運路交匯處、機場路、北大嶼山公路、青嶼幹線、青衣西北交匯處、長青公路、長青隧道、青葵公路、呈祥道、龍翔道、大磡道、龍翔道、天橋、觀塘道、觀塘道下通道、觀塘道、鯉魚門道、將軍澳道、將軍澳隧道、將軍澳隧道公路、寶順路、寶康路、寶豐路、欣景路、佳景路、寶琳北路、寶寧路、常寧路、重華路、培成路、銀澳路、昭信路、寶邑路、翠嶺路及景嶺路。
E22S
滿東邨開經：裕東路（西行）、裕東路（東行）、松仁路、逸東街、松仁路、裕東路、東涌東交匯處、怡東路、東涌海濱路、惠東路、文東路、迎東路、迎禧路、怡東路（北行）、掉頭、怡東路（南行）、東涌東交匯處、北大嶼山公路、青嶼幹線、青衣西北交匯處、長青公路、長青隧道、青葵公路、呈祥道、龍翔道、大磡道、龍翔道、天橋、觀塘道、偉業街、啟祥道、宏照道、海濱道、勵業街、觀塘道、觀塘道下通道、觀塘道、鯉魚門道、將軍澳道、將軍澳隧道、將軍澳隧道公路、環保大道、寶邑路、寶康路、唐明街、景嶺路、翠嶺路、寶邑路、昭信路、銀澳路、培成路、常寧路、寶寧路、寶琳北路、寶豐路、寶康路、寶琳北路、寶豐路、欣景路及佳景路。
寶林開經：欣景路、佳景路、寶琳北路、寶寧路、常寧路、重華路、培成路、銀澳路、昭信路、寶邑路、翠嶺路、景嶺路、調景嶺站公共運輸交匯處、景嶺路、唐明街、寶康路、靈康路、寶順路、將軍澳隧道公路、將軍澳隧道、將軍澳道、天橋、茶果嶺道、鯉魚門道、觀塘道、觀塘道下通道、觀塘道、勵業街、海濱道、宏照道、啟祥道、偉業街、觀塘道、天橋、龍翔道、呈祥道、青葵公路、長青隧道、長青公路、青衣西北交匯處、青嶼幹線、北大嶼山公路、東涌東交匯處、怡東路（北行）、掉頭、怡東路（南行）、東涌海濱路、惠東路、文東路、迎東路、迎禧路、怡東路、東涌東交匯處、裕東路、松仁路、逸東街、逸東邨公共交通總站、逸東街、松仁路及裕東路。

### 沿線車站
E22A
| 康盛花園開 | 康盛花園開           | 康盛花園開             | 航天城開 | 航天城開             | 航天城開                     |
| 序號       | 車站名稱             | 位置                   | 序號     | 車站名稱             | 位置                         |
| ---------- | -------------------- | ---------------------- | -------- | -------------------- | ---------------------------- |
| 1          | 康盛花園             | 康盛花園巴士總站       | 1        | 航天城               | 航天城交通總匯               |
| 2          | 康盛花園             | 寶琳北路               | 2        | 機場（地面運輸中心） | 機場（地面運輸中心）巴士總站 |
| 3          | 翠林邨               | 寶琳北路               | 3        | 國泰城               | 駿明路                       |
| 4          | 寶林消防局           | 寶琳北路               | 4        | 赤鱲角消防局         | 航膳東路                     |
| 5          | 英明苑               | 寶琳北路               | 5        | 國泰空廚             | 航膳東路                     |
| 6          | 欣明苑               | 欣景路                 | 6        | 駿運南路             | 駿運路                       |
| 7          | 景林邨               | 寶琳北路               | 7        | 機場空運中心         | 駿運路                       |
| 8          | 厚德邨               | 寶寧路                 | 8        | 亞洲空運中心         | 駿坪路                       |
| 9          | 重華路               | 重華路                 | 9        | 赤鱲角南路           | 赤鱲角南路                   |
| 10         | 煜明苑               | 銀澳路                 | 10       | 東涌纜車站           | 達東路                       |
| 11         | 寶盈花園             | 寶邑路                 | 11       | 東薈城               | 達東路                       |
| 12         | 將軍澳站             | 寶邑路                 | 12       | 裕東苑               | 順東路                       |
| 13         | 入境事務處總部       | 寶邑路                 | 13       | 青嶼幹線巴士轉乘站   | 北大嶼山公路                 |
| 14         | 調景嶺站             | 調景嶺站公共運輸交匯處 | 14       | 畢架山花園           | 龍翔道                       |
| 15         | 唐明苑               | 唐明街                 | 15       | 豐力樓               | 龍翔道                       |
| 16         | 尚德邨尚智樓         | 唐明街                 | 16       | 天馬苑               | 龍翔道                       |
| 17         | 廣明苑               | 寶康路                 | 17       | 黃大仙站             | 龍翔道                       |
| 18         | 靈實醫院             | 靈康路                 | 18       | 沙田坳道             | 龍翔道                       |
| 19         | 將軍澳隧道巴士轉乘站 | 將軍澳隧道             | 19       | 鑽石山站             | 大磡道                       |
| 20         | 鑽石山站             | 龍翔道                 | 20       | 牛池灣村             | 龍翔道                       |
| 21         | 沙田坳道             | 龍翔道                 | 21       | 九龍灣站             | 觀塘道                       |
| 22         | 摩士公園游泳池       | 龍翔道                 | 22       | 牛頭角下邨           | 觀塘道                       |
| 23         | 天馬苑               | 龍翔道                 | 23       | 定富街               | 觀塘道                       |
| 24         | 豐力樓               | 龍翔道                 | 24       | 牛頭角站             | 觀塘道                       |
| 25         | 畢架山花園           | 龍翔道                 | 25       | 觀塘市中心           | 觀塘道                       |
| 26         | 青嶼幹線巴士轉乘站   | 北大嶼山公路           | 26       | 觀塘警署             | 將軍澳道                     |
| 27         | 東涌消防局           | 順東路                 | 27       | 將軍澳隧道巴士轉乘站 | 將軍澳隧道                   |
| 28         | 東堤灣畔             | 順東路                 | 28       | 富康花園             | 寶康路                       |
| 29         | 赤鱲角南路           | 赤鱲角南路             | 29       | 唐明街公園           | 唐明街                       |
| 30         | 機場空運中心         | 駿運路                 | 30       | 彩明苑彩富閣         | 景嶺路                       |
| 31         | 香港空運貨站         | 駿運路                 | 31       | 調景嶺站             | 景嶺路                       |
| 32         | 赤鱲角消防局         | 航膳東路               | 32       | 將軍澳中心           | 寶邑路                       |
| 33         | 國泰空廚             | 航膳東路               | 33       | 將軍澳站             | 寶邑路                       |
| 34         | 國泰城               | 觀景路                 | 34       | 將軍澳廣場           | 寶邑路                       |
| 35         | 國泰城（東）         | 東岸路                 | 35       | 新寶城               | 銀澳路                       |
| 36         | 二號檢查閘           | 暢連路                 | 36       | 南豐廣場             | 培成路                       |
| 37         | 一號停車場           | 暢達路                 | 37       | 厚德邨               | 寶寧路                       |
| 38         | 一號客運大樓（北）   | 暢達路                 | 38       | 景林邨               | 寶琳北路                     |
| 39         | 富豪機場酒店         | 暢達路                 | 39       | 欣景路               | 欣景路                       |
| 40         | 航天城               | 航天城交通總匯         | 40       | 英明苑               | 寶琳北路                     |
|            |                      |                        | 41       | 寶林邨寶仁樓         | 寶琳北路                     |
| 42         | 翠林邨               |                        |          |                      | 寶琳北路                     |
| 43         | 康盛花園             | 康盛花園巴士總站       |          |                      |                              |

E22C
| 調景嶺站開 | 調景嶺站開         | 調景嶺站開             | 飛機維修區開 | 飛機維修區開       | 飛機維修區開 |
| 序號       | 車站名稱           | 位置                   | 序號         | 車站名稱           | 位置         |
| ---------- | ------------------ | ---------------------- | ------------ | ------------------ | ------------ |
| 1          | 調景嶺站           | 調景嶺站公共運輸交匯處 | 1            | 飛機維修區         | 南環路       |
| 2          | 唐明苑             | 唐明街                 | 2            | 政府飛行服務隊     | 南環路       |
| 3          | 將軍澳廣場         | 寶邑路                 | 3            | DHL中亞區樞紐中心  | 南環路       |
| 4          | 新寶城             | 銀澳路                 | 4            | 亞洲空運中心       | 駿坪路       |
| 5          | 南豐廣場           | 培成路                 | 5            | 機場空運中心       | 駿運路       |
| 6          | 厚德邨             | 寶寧路                 | 6            | 香港空運貨站       | 駿運路       |
| 7          | 景林邨             | 寶琳北路               | 7            | 國泰城             | 駿明路       |
| 8          | 欣景路             | 欣景路                 | 8            | 青嶼幹線巴士轉乘站 | 北大嶼山公路 |
| 9          | 梁潔華小學         | 寶豐路                 | 9            | 畢架山花園         | 龍翔道       |
| 10         | 茵怡花園           | 寶康路                 | 10           | 天馬苑             | 龍翔道       |
| 11         | 寶康公園           | 寶康路                 | 11           | 黃大仙站           | 龍翔道       |
| 12         | 鑽石山站           | 龍翔道                 | 12           | 沙田坳道           | 龍翔道       |
| 13         | 沙田坳道           | 龍翔道                 | 13           | 鑽石山站           | 大磡道       |
| 14         | 摩士公園游泳池     | 龍翔道                 | 14           | 牛池灣村           | 龍翔道       |
| 15         | 天馬苑             | 龍翔道                 | 15           | 九龍灣站           | 觀塘道       |
| 16         | 畢架山花園         | 龍翔道                 | 16           | 牛頭角下邨         | 觀塘道       |
| 17         | 青嶼幹線巴士轉乘站 | 北大嶼山公路           | 17           | 定富街             | 觀塘道       |
| 18         | 國泰城             | 觀景路                 | 18           | 牛頭角站           | 觀塘道       |
| 19         | 駿運南路           | 駿運路                 | 19           | 觀塘市中心         | 觀塘道       |
| 20         | 機場空運中心       | 駿運路                 | 20           | 觀塘警署           | 將軍澳道     |
| 21         | 亞洲空運中心       | 駿坪路                 | 21           | 茵怡花園           | 寶康路       |
| 22         | DHL中亞區樞紐中心  | 南環路                 | 22           | 寶林邨寶儉樓       | 寶豐路       |
| 23         | 政府飛行服務隊     | 南環路                 | 23           | 欣明苑             | 欣景路       |
| 24         | 飛機維修區         | 南環路                 | 24           | 景林邨             | 寶琳北路     |
|            |                    |                        | 25           | 厚德邨             | 寶寧路       |
| 26         | 重華路             | 重華路                 |              |                    |              |
| 27         | 寶盈花園           | 寶邑路                 |              |                    |              |
| 28         | 調景嶺站           | 調景嶺站公共運輸交匯處 |              |                    |              |

E22S
| 滿東邨開 | 滿東邨開             | 滿東邨開           | 寶琳站開 | 寶琳站開             | 寶琳站開               |
| 序號     | 車站名稱             | 位置               | 序號     | 車站名稱             | 位置                   |
| -------- | -------------------- | ------------------ | -------- | -------------------- | ---------------------- |
| 1        | 滿東邨滿和樓         | 滿東邨巴士總站     | 1        | 寶琳站               | 寶林公共運輸交匯處     |
| 2        | 逸東邨雍逸樓         | 裕東路             | 2        | 景林邨               | 寶琳北路               |
| 3        | 逸東邨居逸樓         | 逸東街             | 3        | 厚德邨               | 寶寧路                 |
| 4        | 北大嶼山醫院         | 松仁路             | 4        | 重華路               | 重華路                 |
| 5        | 海堤灣畔             | 惠東路             | 5        | 煜明苑               | 銀澳路                 |
| 6        | 藍天海岸             | 文東路             | 6        | 寶盈花園             | 寶邑路                 |
| 7        | 映灣園二期           | 文東路             | 7        | 將軍澳站             | 寶邑路                 |
| 8        | 映灣園一期           | 文東路             | 8        | 入境事務處總部       | 寶邑路                 |
| 9        | 昇薈                 | 迎東路             | 9        | 調景嶺站             | 調景嶺站公共運輸交匯處 |
| 10       | 迎東邨               | 迎東路             | 10       | 唐明苑               | 唐明街                 |
| 11       | 迎禧路               | 迎禧路             | 11       | 尚德邨尚智樓         | 唐明街                 |
| 12       | 裕雅苑               | 怡東路             | 12       | 廣明苑               | 寶康路                 |
| 13       | 裕雅商場             | 怡東路             | 13       | 靈實醫院             | 靈康路                 |
| 14       | 青嶼幹線巴士轉乘站   | 北大嶼山公路       | 14       | 將軍澳隧道巴士轉乘站 | 將軍澳隧道             |
| 15       | 畢架山花園           | 龍翔道             | 15       | 駿業里               | 觀塘道                 |
| 16       | 豐力樓               | 龍翔道             | 16       | 創紀之城             | 觀塘道                 |
| 17       | 天馬苑               | 龍翔道             | 17       | 勵業街               | 海濱道                 |
| 18       | 黃大仙站             | 龍翔道             | 18       | 觀塘海濱花園         | 海濱道                 |
| 19       | 沙田坳道             | 龍翔道             | 19       | 常悅道               | 宏照道                 |
| 20       | 鑽石山站             | 大磡道             | 20       | 臨華街               | 宏照道                 |
| 21       | 牛池灣村             | 龍翔道             | 21       | 鑽石山站             | 龍翔道                 |
| 22       | 臨華街               | 宏照道             | 22       | 沙田坳道             | 龍翔道                 |
| 23       | 海濱道公園           | 海濱道             | 23       | 摩士公園游泳池       | 龍翔道                 |
| 24       | 牛頭角站             | 觀塘道             | 24       | 天馬苑               | 龍翔道                 |
| 25       | 觀塘市中心           | 觀塘道             | 25       | 豐力樓               | 龍翔道                 |
| 26       | 觀塘警署             | 將軍澳道           | 26       | 畢架山花園           | 龍翔道                 |
| 27       | 將軍澳隧道巴士轉乘站 | 將軍澳隧道         | 27       | 青嶼幹線巴士轉乘站   | 北大嶼山公路           |
| 28       | 富康花園             | 寶康路             | 28       | 裕雅苑               | 怡東路                 |
| 29       | 唐明街公園           | 唐明街             | 29       | 裕雅商場             | 怡東路                 |
| 30       | 彩明苑彩富閣         | 景嶺路             | 30       | 海堤灣畔             | 惠東路                 |
| 31       | 調景嶺站             | 景嶺路             | 31       | 藍天海岸             | 文東路                 |
| 32       | 將軍澳中心           | 寶邑路             | 32       | 映灣園二期           | 文東路                 |
| 33       | 將軍澳站             | 寶邑路             | 33       | 映灣園一期           | 文東路                 |
| 34       | 將軍澳廣場           | 寶邑路             | 34       | 昇薈                 | 迎東路                 |
| 35       | 新寶城               | 銀澳路             | 35       | 迎東邨               | 迎東邨巴士總站         |
| 36       | 南豐廣場             | 培成路             | 36       | 昇薈                 | 迎東路                 |
| 37       | 厚德邨               | 寶寧路             | 37       | 迎禧路               | 迎禧路                 |
| 38       | 景林邨               | 寶琳北路           | 38       | 逸東邨美逸樓         | 松仁路                 |
| 39       | 欣明苑               | 寶琳北路           | 39       | 逸東邨居逸樓         | 逸東街                 |
| 40       | 梁潔華小學           | 寶豐路             | 40       | 逸東邨               | 逸東邨公共交通總站     |
| 41       | 怡心園               | 寶康路             | 41       | 滿東邨滿和樓         | 滿東邨巴士總站         |
| 42       | 寶林消防局           | 寶琳北路           |          |                      |                        |
| 43       | 英明苑               | 寶琳北路           |          |                      |                        |
| 44       | 寶琳站               | 寶林公共運輸交匯處 |          |                      |                        |

## 客量
E22A線開辦初期是唯一來往將軍澳及大嶼山的日間巴士路線，但區內走線迂迴，故於A29線開辦後流失部分坑口及寶林往來機場的乘客。但基於此路線收費便宜，又能服務「A線」未有途經的東涌及機場後勤區，客量不俗，繁忙時間或會「頂閘」

## 爭議
E22A線往康盛花園方向，多年來均取道景嶺路南行繞經調景嶺，並在香港知專設計學院外設站。部分區議員希望將該站遷進有蓋公共運輸交匯處內，如調景嶺站或彩明，方便乘客於下雨天出行。惟改道將進一步延長行車時間，有關站點亦遠離彩明苑。時任區議員何民傑不滿改道計劃將會取消每年有過萬人次使用，原設於景嶺路近彩明苑彩富閣的分站，而聯同居民於2019年5月24日到該巴士站抗議。
另外，過去E22A線來回方向均途經富麗花園一段寶康路和將軍澳村一段寶琳北路，惟自2011年9月25日起延長至康盛花園後，因不再駛經寶林邨一段的寶琳北路，將軍澳村失去機場巴士服務，對村民造成不便。因此，城巴及運輸署於2015年7月向西貢區議會交通及運輸委員會提出一系列提升將軍澳區往返機場的巴士服務建議，當中包括此路線改經寶林邨一段寶琳北路，不再途經富麗花園一段寶康路，方便該村村民，並於同年9月27日起實施。惟有關安排卻未取得區議會共識，區議員不滿該段寶康路僅得收費較貴、班次更疏落、服務時間較短，且不經東涌的A29P線提供服務，要求E22A線回復途經寶豐路及寶康路的走線，但同時仍需照顧將軍澳村乘客。運輸署因此計劃在寶康路寶翠公園外面及對面增設巴士站。基於地區諮詢意見普遍正面，數年後路政署終於在2020年10月申請移除在擬增設巴士站位置的樹木，預計將於2021年中完工。

## 外部連結
城巴
- 城巴E22A線官方路線資料 （页面存档备份，存于）
- 城巴E22C線官方路線資料 （页面存档备份，存于）
- 城巴E22S線官方路線資料 （页面存档备份，存于）
- 城巴特設E22S號線早上特別班次由東涌（逸東）開出往將軍澳（寶琳） （页面存档备份，存于）

其他
- 681巴士總站 - E22A （页面存档备份，存于）
- 681巴士總站 - E22C （页面存档备份，存于）
- 681巴士總站 - E22S （页面存档备份，存于）